# Борис Арабов
Борис Христов Арабов (1925-1984) е български драматичен и филмов артист.

## Биография
Роден на 19 февруари 1925 г. в София. Завършва Държавното висше театрално училище (ДВТУ) през 1950 г. с преподавател Георги Стаматов. След това специализира в Московската художествена академия за театър (МХАТ) (1951 – 1955). По това време работи и като говорител в Радио „Москва“ за България. Става част от трупите на Пернишкия (1956 – 1958) и Младежкия театър. Работи като говорител в Радио „София“ (1946 – 1952) и участва в постановките на радиотеатъра.
През 1969 г. получава званието „заслужил артист“. Най-големите му постижения са в ролите на: Барон Бърли от „Мария Стюарт“ на Фридрих Шилер; Ричард от „Ричард ІІ“ на Уилям Шекспир; Княза от „Унижените и оскърбените“ на Фьодор Достоевски; Доктора от „Варвари“ на Максим Горки; Естанислао Браво от „Почивка в Арко Ирис“ на Димитър Димов; Лозанов от „Разходка в събота вечер“ и Момчилов от „Рози за д-р Шомов“ на Драгомир Асенов; Поета от „Между два изстрела“ на Надежда Драгова и Първан Стефанов.
В последните си години Арабов прави сполучлив преход към камерната сцена. Тези превъплъщения, особено в „Мандрагора“ и „Легенда за Дон Жуан“, внасят нов момент в творчеството му. Взема участие в редица оратории на Добрин Петков и Константин Илиев.
Участва във филмите „Първи урок“, „Танго“, „Иконостасът“, „Откраднатият влак“, „Вибрации“.
Умира на 4 април 1984 г. в София.

## Отличия и награди
- Заслужил артист (1969)
- II национален преглед на българската драма и театър: II награда: за безименния гражданин в „Паметник“ и цар Гълъб във „Вълшебен дар“

## Театрални роли
- „Мандрагора“
- „Легенда за Дон Жуан“
- „Мария Стюарт“ (Фридрих Шилер) – барон Бърли
- „Ричард ІІ“ (Уилям Шекспир) – Ричард
- „Унижените и оскърбените“ (Фьодор Достоевски) – Княза
- „Варвари“ (Максим Горки) – доктора
- „Почивка в Арко Ирис“ (Димитър Димов) – Естанислао Браво
- „Разходка в събота вечер“ – Лозанов
- „Рози за д-р Шомов“ (Драгомир Асенов) – и Момчилов
- „Между два изстрела“ (Надежда Драгова и Първан Стефанов) – поета
- „История на едно покушение“ (1966)

## Телевизионен театър
- „Ювиги хан“ (1982) (Рангел Игнатов), 2 части
- „Дванадесетият апостол“ (Митьо Радуков) (1978)
- „Тойфеловата кула“ (1974) (Богомил Герасимов)
- „Змейова сватба“ (1973) (Петко Тодоров)
- „Разминаване“ (1970) (Камен Калчев)
- „На дневна светлина“ (1967)
- „Всекиму заслуженото“ (1966) (Самуел Альошин)
- „Меденото копче“ (1965) (Лев Овалов)

## Филмография
| Година | Филми/Сериали                                    | Серии | Копродукции                                          | Роля                                                         |
| ------ | ------------------------------------------------ | ----- | ---------------------------------------------------- | ------------------------------------------------------------ |
| 1984   | Опасен чар (тв)                                  |       |                                                      | доктор Петров                                                |
| 1984   | Вибрации                                         |       |                                                      | професор Кръстанов                                           |
| 1982   | Николо Паганини (Никколо Паганини) (тв сериал)   | 4     | СССР/България                                        | Верон                                                        |
| 1981   | „Мирис на кучешка козина“ (Zapach psiej sierści) |       | Полша/България                                       | попът                                                        |
| 1981   | Хан Аспарух                                      | 3     |                                                      |                                                              |
| 1976   | Войници на свободата (Солдаты свободы)           | 4     | СССР/България/Унгария/ГДР/Полша/Румъния/Чехословакия | генерал Михов, военен министър (като Б. Арабов в 1 серия: I) |
| 1974   | Иван Кондарев                                    | 2     |                                                      |                                                              |
| 1974   | Славното момче (тв)                              |       |                                                      |                                                              |
| 1971   | Откраднатият влак                                |       |                                                      | царски министър                                              |
| 1970   | Четиримата от вагона                             |       |                                                      | директорът на полицията                                      |
| 1970   | Един миг свобода                                 |       |                                                      | човекът от Центъра (в новелата Искам да живея)               |
| 1969   | Скорпион срещу Дъга                              |       |                                                      |                                                              |
| 1969   | Галилео Галилей                                  |       | Италия/България                                      | падре Малперти                                               |
| 1969   | Иконостасът                                      |       |                                                      | Немтур                                                       |
| 1968   | Танго                                            |       |                                                      | Хаваджиев                                                    |
| 1967   | Най-дългата нощ                                  |       |                                                      |                                                              |
| 1965   | Вула                                             |       |                                                      |                                                              |
| 1963   | Ивайло                                           |       |                                                      |                                                              |
| 1963   | Калоян                                           |       |                                                      |                                                              |
| 1960   | Първи урок                                       |       |                                                      | началникът                                                   |